# Rudolf Paulik

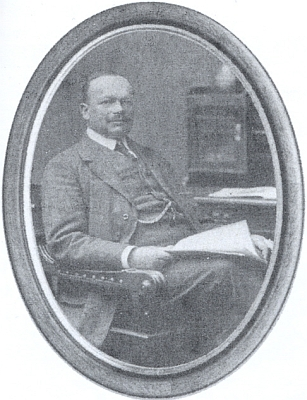
Rudolf Paulik

Rudolf Paulik (* 6. April 1863 in Obermoldau (Horní Vltavice), Böhmen; † 26. Oktober 1925 ebenda) war ein österreichischer Politiker der Deutschen Agrarpartei.

## Ausbildung und Beruf
Nach dem Besuch der Volksschule in Obermoldau und des Unterrealgymnasiums in Prachatitz wurde er Wirtschaftsbesitzer und Kaufmann (Gemischtwarenhändler) in Obermoldau.

## Politische Funktionen und Mandate
- 1911–1918: Abgeordneter des Abgeordnetenhauses im Reichsrat (XI. und XII. Legislaturperiode), Wahlbezirk Böhmen 124, Deutscher Nationalverband (Deutsche Agrarpartei) (am 16. März 1911 in einer Reichsratsersatzwahl statt des verstorbenen Wenzel Grössl gewählt und am 21. März 1911 angelobt)
- Obmannstellvertreter des land- und forstwirtschaftlichen Bezirksvereins Winterberg
- 21. Oktober 1918 bis 16. Februar 1919: Mitglied der Provisorischen Nationalversammlung, DnP